# دينغ هوي
دينغ هوي (24 يونيو 1989 في الصين - ) (بالصينية: 丁慧) هو لاعب كرة طائرة الصين.